# جن

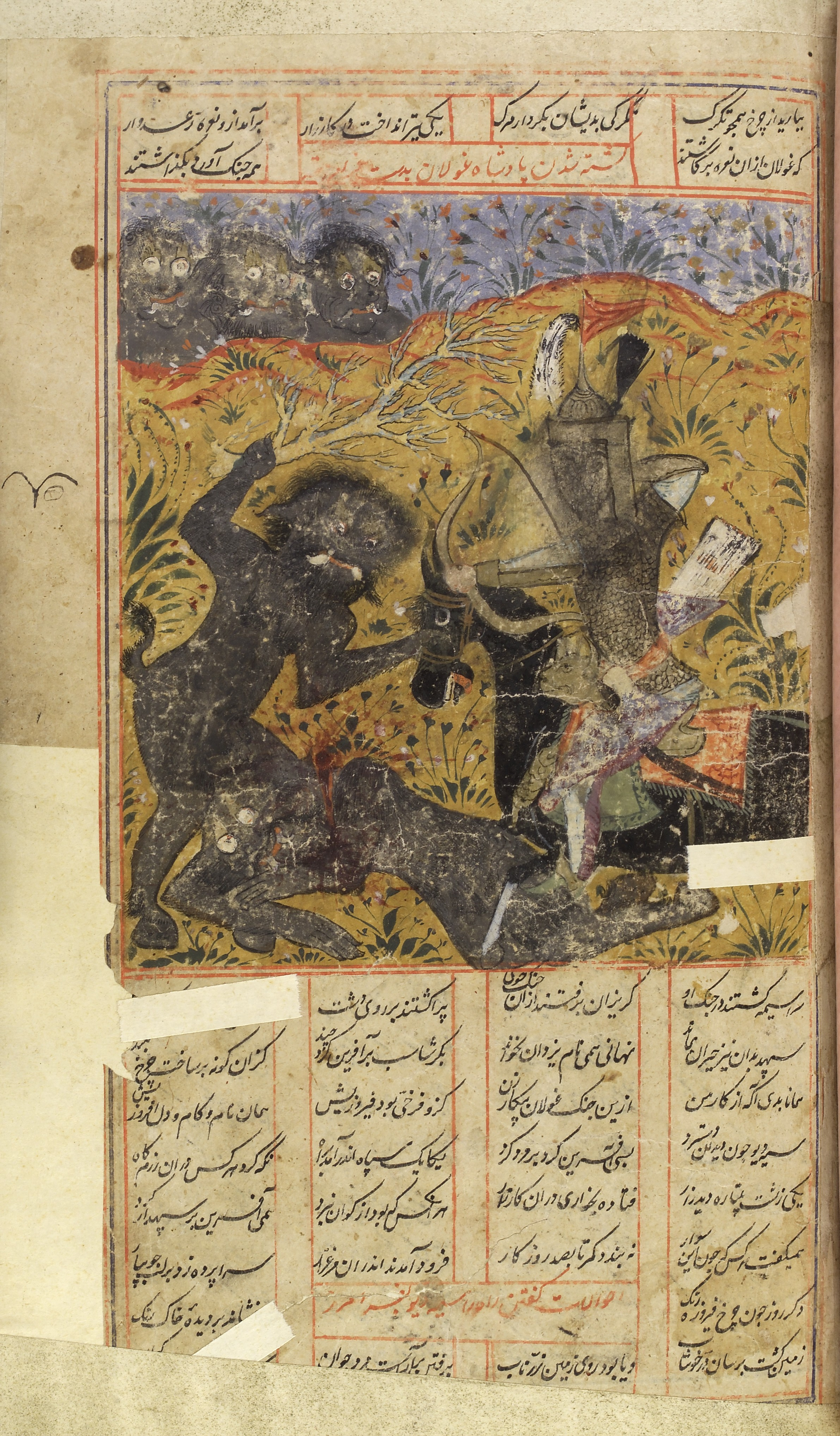
جن (غول) گردهمایی برای مبارزه در یک شعر فارسی، شامل سم‌های مشخص آنها

جن موجودی در اساطیر اسلامی و باورهای عامیانه است که به باور باورمندان جسمی از آتش یا بخار است که عقل و هوش دارد، توسط انسان دیده نمی‌شود، می‌تواند در اشکال مختلف ظاهر شود، کارهای سنگین انجام دهد و از آتش بدون دود خلق شده‌ است. به گفته قرآن، محمد به عنوان پیامبر نزد جن و انس فرستاده شد و همچنین اجنه در کنار انسان‌ها و فرشتگان سه گروه مخلوقات هوشمند هستند. رابطه جن‌ها با ابلیس روشن نیست؛ قرآن یک مرتبه ابلیس را یک جن و در جای دیگر یک فرشته نامیده‌است و همین سبب سردرگمی‌های بسیار شده‌ است. اعتقاد به جن نزد اعراب پیش از اسلام نیز وجود داشته‌ است.

## قبل از اسلام
منشأ دقیق اعتقاد به جن به روشنی مشخص نیست. برخی از خاورشناسان معتقدند که اجنه در نظر نخستین باورمندان به آن‌ها، ارواح بدخواه ساکن بیابان‌ها و مکان‌های کثیف بودند که اغلب به شکل حیوانات زشت درمی‌آمدند. برخی دیگر معتقدند آن‌ها در اصل خدایان طبیعت بودند که به تدریج با افزایش اهمیت دیگر خدایان به حاشیه رانده شدند. با این وجود، بسیاری از اعراب در دوران پیش از اسلام جن‌ها را پرستش می‌کردند، اما معتقد بودند اینان برخلاف خدایان، جاودان نیستند. هر چند فانی بودن اجنه سبب شده بود در مرتبه‌ای پایین‌تر از خدایان قرار داده شوند، به نظر می‌رسد آن‌ها در زندگی روزمره اعراب قبل از اسلام اهمیت بیشتری نسبت به خدایان داشتند. طبق عقاید رایج میان اعراب اجنه به فال‌گویان، فلاسفه پیش از اسلام و شاعران الهام می‌کردند.
اعراب برای اجنه فرهنگ و جامعه مشابه فرهنگ خود قائل بودند؛ برای خود قبیله و رهبر داشتند و رهبران قبایل از متحدان خود محافظت می‌کردند و از قاتلان اعضای قبیله یا قبایل متحدشان انتقام می‌گرفتند. علی‌رغم اعتقاد به بیشتر بودن قدرت جن نسبت به انسان، تصور می‌شد یک انسان قادر است در مبارزه تن به تن یک جن را بکشد. اعراب اعتقاد داشتند اجنه می‌توانند تغییر شکل دهند، اما زمان نامرئی‌بودن هراس بیشتری ایجاد می‌کردند زیرا آن زمان می‌توانستند بدون دیده‌شدن حمله کنند. دلیل دیگر برای ترس از اجنه میان اعراب، این بود که آن‌ها را مسبب انواع مریضی‌ها و همچنین بیماری‌های روانی می‌دانستند. به گفته یولیوس ولهاوزن، در اعتقاد باورمندان جن‌ها در مکان‌های متروک و تاریک زندگی می‌کنند.
برخی از محققان معتقد هستند در اعتقادات اعراب تا قبل از محمد فرشتگان و شیاطین وجود نداشته‌است و بدین ترتیب اجنه فرشته یا شیطانی نبودند. در جانب دیگر، عامره‌الزین می‌گوید بت‌پرستان عرب به فرشتگان اعتقاد داشتند، اما اصطلاح جن برای انواع موجودات ماوراءالطبیعه در ادیان مختلف استفاده می‌شد؛ بنابراین، فرشتگان و شیاطین زرتشتی، مسیحی و یهودی با جن‌ها ترکیب می‌شدند. به گفته جاحظ، اعراب پیش از اسلام معتقد بودند جامعه جن‌ها از چندین قبیله و گروه تشکیل شده‌است و برخی از حوادث طبیعی مانند طوفان را به آن‌ها نسبت می‌دادند. آن‌ها همچنین فکر می‌کردند جن می‌تواند از انسان محافظت کند، با او ازدواج کند، او را برباید، تسخیر کند و حتی بکشد.
در داستان‌های عامیانه فارسی اجنه معمولاً برای انسان‌ها مضر هستند. هر چند برخی می‌گویند جن به همراه غول از داستان‌های سامی منشأ می‌گیرند، ولی ممکن است از شیاطین مافوق بشر در فرهنگ ایرانیان منشأ گرفته باشد و دوباره از طریق یک تبادل فرهنگی میان ایرانیان و اعراب دوباره به فرهنگ ایران بازگشته باشد. آن‌ها در برخی از انواع داستان‌ها ظاهر شده‌اند که این گواهی است بر حضورشان در فرهنگ عامه ایران.

### جنیان و سلیمان
در اسلام، سلیمان یکی از پیامبرانِ بسیار مهّم می‌باشد. اسلام سلیمان را پسر داوود می‌داند که خداوند حکمت بسیار زیادی به او ارزانی کرده بود. سلیمان به اذن خدا بر تمامی موجودات زنده مسلط بود و زبان حیوانات را می‌فهمید. قرآن بیان می‌کند که سلیمان باد را تحت کنترل گرفت. همچنین قرآن ذکر می‌کند که سلیمان به خواست خدا بر اجنه مسلط شده بود و این اجنه بنای معبد سلیمان را برای او ساختند و اگر جنی اطاعت نمیکرد او را با آتش مجازات میکردند. داستان سلیمان و هُدهُد در قرآن ذکر شده‌ است .
به گفتهٔ منابع یهودی و اسلامی، سلیمان هفتاد و دو دیو (جن) که از فرمانروایان و بزرگان جن بودند را به بند کشید. کتابی در راستای شناخت این هفتاد و دو دیو با نام کلید کوچکتر سلیمان توسط آلیستر کرولی نوشته و منتشر شده‌ است.

## در اسلام

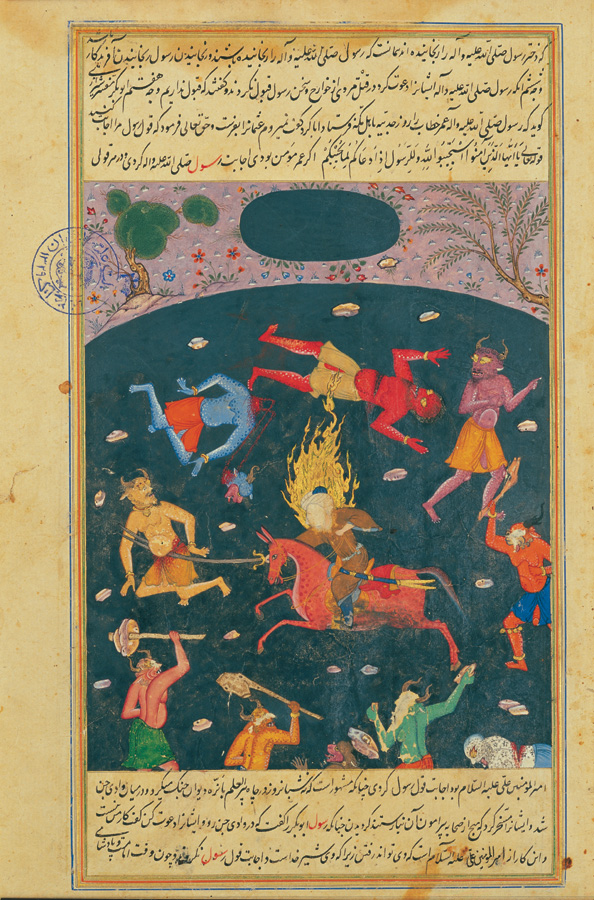
علی در حال جنگ با جنیان

بنا بر باور اسلام، نام دسته‌ای از موجودات فراطبیعی است. اعتقاد اسلام بر این است که وجود آن‌ها آتش بدون دود است (قرآن ۵۵:۱۴; الرحمن، ۱، «و جنیّان را از رخشنده شعله آتش خلق کرد.») که هم به صورت آشکار و هم به صورت ناپیدا زندگی می‌کنند در قسمت‌های مختلفی از قرآن از آن یاد شده، هفتاد و دومین سوره قرآن به نام آن (الجن) نامگذاری شده‌است؛ محققان فرهنگ عرب ریشه این واژه را از کلمه جنا می‌دانند، اما ممکن است ریشه خارجی داشته باشد. منابع قدیمی فارسی واژه فارسی پری و کلمه عربی جن و پری را به‌طور هم‌زمان به‌کار می‌بردند؛ ولی در اصل جن و انس می‌باشد که در قرآن به آن اشاره شده‌است.در کتاب شومان مستند به متون شیعی از شومان به عنوان ابوالاجنه یاد شده‌است.

### در قرآن
در قرآن حدوداً ۲۹ بار از اجنه نام برده شده‌ است. بر اساس سنت اسلامی، محمد به عنوان پیامبر نزد جن و انس فرستاده شد و دیگر پیامبران و رسولان نیز به هر دو گروه فرستاده می‌شدند. در قرآن سوره‌ای به نام جن وجود دارد که محتوای آن در مورد نزول به اجنه است و همچنین چند قصه وجود دارد در باب مشاهده نزول به جنیان از سوی یکی از صحابه‌های محمد. این داستان‌ها با یکدیگر تفاوت‌هایی دارند. در داستان سلیمان آن‌ها به عنوان ارواح طبیعت ظاهر می‌شوند و با شدیم‌ها در تلمود قابل مقایسه هستند. در اعتقاد مسلمین، خدا به سلیمان توانایی گفتگو با حیوانات و ارواح را اعطا کرد. او جن‌ها و شیاطین سرکش را تحت فرمان سلیمان قرار داد تا مجبورشان کند معبد اول (هیکل سلیمان) را بسازند. در موارد دیگر، در قرآن به اعراب بت‌پرست ارجاع داده شده که گفته می‌شود به جای خدا، از اجنه کمک می‌خواهند. جایگاه جن‌ها در قرآن از مقام خدایی به ارواح کوچک پایین آمده و معمولاً با انسان در یک سطح است. برای تأکید بر توحید، در قرآن تمام قرابت میان جن و خدا انکار شده‌ است و بنابراین جن‌ها در مرتبه انسان قرار گرفته‌اند و مانند آن‌ها بعد از مرگ توسط خدا قضاوت می‌شوند. از اجنه در احادیث نیز نام برده شده‌ است. یک حدیث آنان را به سه گروه تقسیم می‌کند؛ یک نوع پرواز می‌کند، دیگری مثل مار و سگ و سومی مانند انسان حرکت می‌کند.

## از دیدگاه علم
تاکنون هیچ تحقیق مستدل علمی و هیچ سند یا عکس معتبر در مورد جن در نشریات علمی چاپ نشده‌ است. عکس‌هایی با عناوین متفاوت از جن در اینترنت و نشریات نا معتبر پخش شده‌اند که هیچ‌کدام از آن ها صحت ندارد یا حداقل می‌توان بیان داشت که صحت چنین تصاویری تایید نشده است. داستان‌هایی که از زبان افراد در خصوص جن روایت می‌گردد؛ علم پزشکی دلیل اصلی این گونه ادعا‌ ها را اختلال روانی اسکیزوفرنی میداند.
در غیر علوم‌ مانند فلسفه در خصوص جن نظراتی ابراز شده‌است. از جمله ابن سینا در کتاب «حدود» در تعریف جن می‌گوید: «موجود زندهٔ هوایی ناطق [به معنی نطق درونی یا همان اندیشیدن] دارای جرم شفاف است و به اشکال گوناگون متشکل می‌شود». وی در کتاب پنج رساله می‌افزاید: «جن مخلوق مستور خدا هستند. به خاطر پوشیده بودنشان به جن نامیده شده‌اند.»

## در هنر

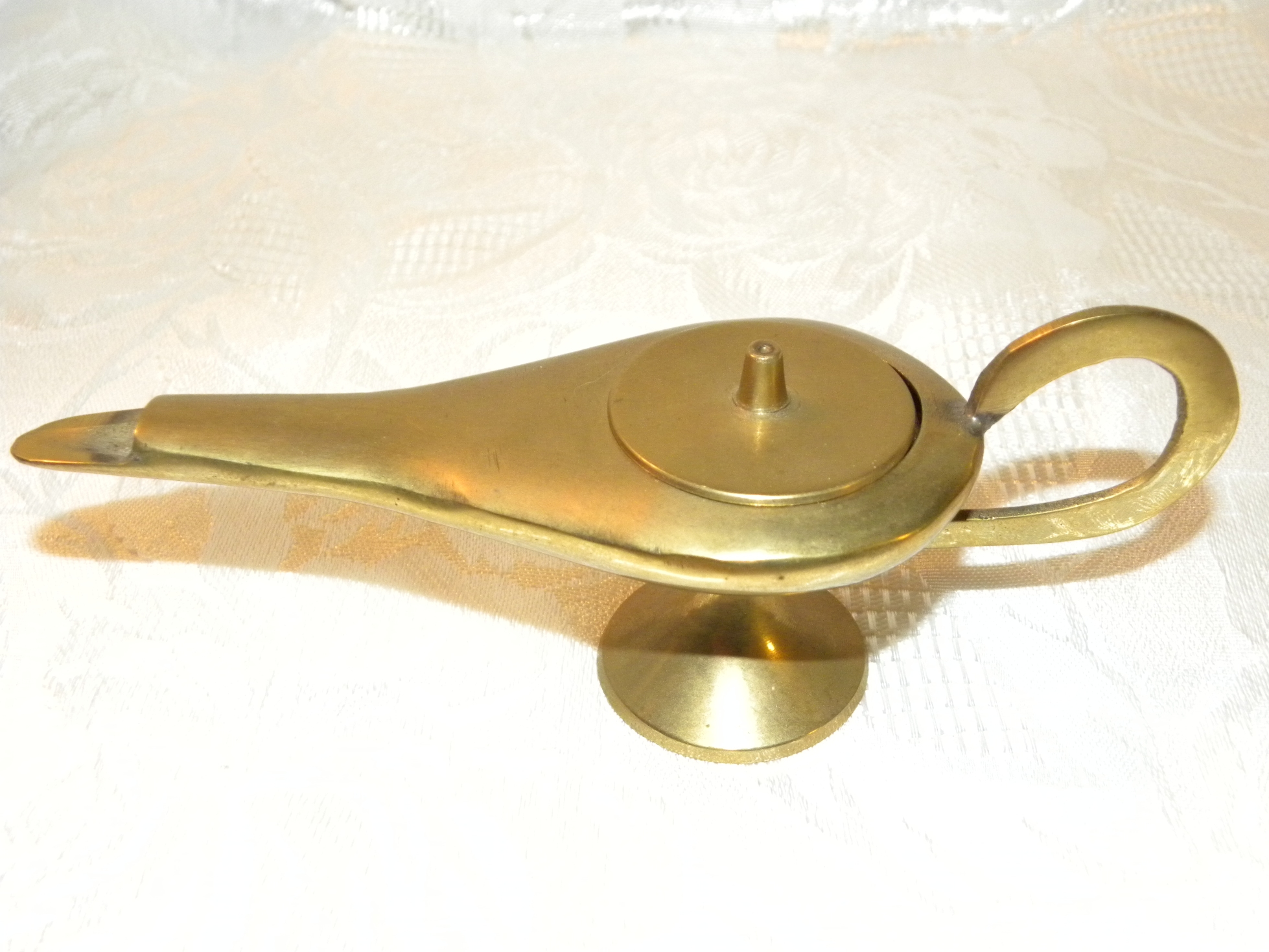
در افسانه علاءالدین و چراغ جادو جنی که درون یک چراغ موشی زندگی می‌کرد آرزوهای علاءالدین را برآورده می‌کرد

تعریف جن در ادبیات غیردینی بسیار متنوع تر از تعریف مذهبی است. تنوع قابل توجهی در اشکال متناسب به جن در افسانه‌های ایرانی وجود دارد. آن‌ها ممکن است زیبا یا زشت، سیاه یا سفید، بزرگ یا کوچک باشند. به‌طور کلی، جن مسلمان زیبا توصیف شده، در حالی که آن‌هایی که کافر هستند به صورت هیولاهای بدترکیب با سر یک چشم در وسط پیشانی، بزرگ و با دندان‌های نیش بیرون زده به تصویر کشیده شده‌اند. برخی جن‌ها با بدن‌های مرکب توصیف شده‌اند، که ممکن است بدن انسان و سر شیر یا اندام حیوانات مختلف داشته باشند؛ یا انواعی دیگر با سر فیل، یا نفس آتشین یا از بوی نا مطبوعی که متصاعد می‌کنند توصیف شده‌اند. تصور می‌شود که آن‌ها می‌توانند به هر شکلی که تمایل دارند ظاهر شوند. معمولاً جن‌هایی که نوع حیوانی دارند را به صورت مار، بز، کبوتر، گوسفند وحشی، سگ یا گربه توصیف می‌کنند. زمانی که جن به شکل حیوان شکار در می‌آید به او شکار ابوجهل گویند که در مقابل آن، حیوانات واقعی را شکار ابراهیم می‌گویند. ممکن است آن‌ها بر روی زمین یا در آب‌ها زندگی کنند یا در حمام‌ها، خانه‌ها، قبرستان‌ها یا آب انبارها یا حتی در درختان روزگار بگذرانند. جن‌هایی که در آب انبارهای هند هستند از کمر به بالا شبیه انسان ولی پایین‌تنه‌شان مانند حیوانات است. جن‌ها گرچه جمعیت بیشتری در سوریه، هندوستان و وبار دارند ولی در تمام سرزمین‌ها پراکنده‌اند. نسناسها یک چشم و یک پا دارند و آن‌ها هستند که با ایجاد آتش در خانه‌های انسان‌ها برای ایشان مزاحمت ایجاد می‌کنند، نسناس به همراه شق در برخی منابع جزء جن‌ها به‌شمار رفته‌اند. نوع دیگری از جن‌ها که Ḡaddār نامیده شده با هر کسی که به او دست یابد خفت‌وخیز جنسی و مقاربت می‌کند، این موجود دارای دو جنس نر و ماده است.
جن در ادبیات حماسی غیردینی به ندرت دیده می‌شود. قلمروی جمشید و سلیمان اولین قلمروهایی بودند که بر جن و شیاطین حکومت می‌کردند. در شاهنامه جن تنها یک بار در نامهٔ سعد بن ابی‌وقاص به سردار ساسانی رستم فرخزاد به کار رفته، که در آن سردار عرب «از جن و انسان و پیامبر هاشمی» سخن گفته‌است. اگرچه شاهنامه به نام عفریته‌ای که بهرام چوبینه را فریفت تا علیه شاه شورش کند اشاره‌ای نکرده، ولی این زن در منبع دیگری به نام زنی از جنس جن به نام مذهبه توصیف شده این اطلاعات ممکن است پایه برخی داستان‌های حماسی باشند که ما به آن داستان‌ها دسترسی نداریم. در فرامرزنامه شاه پریان به شیرزنی به نام بانو گشسب خبر می‌دهد که گورخر کوچکی وجود دارد که در اصل سرخاب، شاه جن‌ها است که خود را به شکل حیوان درآورده است.
در دوره جدید جن به صورت طنزآمیز هم وارد ادبیات شده، مثلاً در نمایشنامه شب دشنه‌های بلند. در دنیای هنر گاهی جن‌ها به عنوان الهه شعر و موسیقی می‌باشند و القاء کنندهٔ شعر به شاعران. جن‌هایی که پیرامون شخصی پرسه می‌زنند چه شعر الهام کنند چه نکنند، بر اساس این که نر یا ماده باشند tābeʿ یا tābeʿa خوانده می‌شوند؛ بقیه‌شان با نام‌های hātef، شق، نسناس، یا غادار شناخته می‌شوند. علاوه بر ارتباطی که جن‌ها با شاعران برقرار می‌کنند، آن‌ها با فالگیرها و پیامبران نیز رابطه برقرار می‌کنند. در ادبیات غیر دینی هم مانند ادبیات دینی جن‌ها را سازندگان و صنعتگران ماهر توصیف کرده‌اند. برای همین تصور می‌شد سازه‌های بزرگی مانند تخت جمشید و اهرام توسط آن‌ها ساخته شده‌است.

## در فرهنگ مردمی
تصور بیشتر مردم از جن به عنوان موجودی فرمان‌بر است. اقدامات خاصی برای جلوگیری از آزارشان یا احضار آن‌ها انجام می‌شود. آن‌ها را با نام‌های خاصی مثل از ما بهتران و عزیزان یاد می‌کنند تا از احضار ناخواسته آن‌ها که ناشی از ذکر نام آن‌ها است جلوگیری نمایند همچنین سوت زدن، تحریک آن‌ها با پرتاب سنگ، ریختن خاکستر یا آب گرم بدون ورد لازم، سوزاندن تخم مرغ و پوست پیاز باهم یا کارهایی مانند جارو زدن بی‌مورد در شب باعث احضار آن‌ها می‌شود. شکارچی پیری که جنی در شمایل یک تازی را زخمی‌کرده بود، زمانی که به قرار گاه جن‌ها وارد شد توسط آن‌ها توبیخ شد و سه روز بعد جان باخت؛ همچنین جن‌ها شکارچیانی که بیش از حد حیوانات را می‌کشند تعقیب می‌کنند. آن‌ها چنین شکارچی زیاده‌خواهی را از طریق تبدیل او به گوزن نری که وی زخمی‌ کرده‌ بود تنبیه می‌کردند. جن‌ها این شکارچی را مجبور می‌کردند تا مشقات یک حیوان شکار شده را تحمل کند، از تعقیب و گریز گرفته تا کشتن، سر بریدن، پوست کندن و کباب شدن.
بر طبق عقاید عامه، ساختار اجتماعی جن‌ها شبیه اجتماع انسان‌ها است. آن‌ها پادشاه و دادگاه دارند و عروسی می‌کنند و سوگواری می‌گیرند. اگر جن مسلمان خود را به شکلی به غیر از شکل اصلی خود درآورد و به قتل برسد، قاتل را مسئول این قتل نمی‌دانند. پادشاهی از جن‌های مسلمان زعفر بود که گفته می‌شود در رویداد کربلا به امام حسین پیشنهاد کمک نمود. بر اساس نسخه‌ای از زندگی‌نامه زعفر، زعفر در دهه ۱۳۰۸ هجری شمسی درگذشت و فرزندش کاظم شاه جن‌های مسلمان شد. علاوه بر شکل حیوانی، جن‌ها گاهی برای گمراه یا نابود کردن انسان‌های قربانی خود به شکل انسانی در می‌آیند. گفته شده که جنی به صورت زنی زیبا درآمده بود قربانی اش وی را از روی پاهای حیوان مانند اش شناسایی کرد و طنابی را به دور گردن آن جن انداخت و با کشیدن روی زمین در پشت شتر وی را به قتل رساند. در افسانه‌های بلوچی گفته می‌شود جنی به نام مردآزما (ارزیابی‌کننده مردان) وجود دارد. اگر مرد از وی نترسد مردآزما با او دوست می‌شود و در زندگی به او کمک می‌کند، در غیر اینصورت او را با ترساندن دیوانه می‌کند. برخی بر این باور اند که مردآزما نر است و با قربانیانش آمیزش جنسی می‌کند.
به‌طور کلی برای در امان ماندن از گزند و آسیب‌های جن و همچنین دور نگه داشتنش، آیه قرآنی «بسم الله الرحمن الرحیم» را می‌خوانند (به نام خداوند بخشنده مهربان).
بعضی از زمان‌ها در هفته گزند جن‌ها افزایش می‌یابد مخصوصاً شب‌های شنبه و سه شنبه، آن‌ها با خطر یا آسیبی که برای مردم ایجاد می‌کنند باعث حوادث یا بیماری می‌شوند یا مصیبت به بار می‌آورند، غیر از این‌ها ممکن است یکی از کودکان انسان را بدزدند و جایش را با فرزند جن‌ها عوض کنند. همچنین ممکن است به خانه‌ای وارد شده و اموالش را بدزدند. در میان سیستانی‌ها گفته می‌شود دیوی وجود دارد به نام دیو یاهلو که شبیه گاو نری است که در شب دیده می‌شود و به قربانیانش حمله و تجاوز می‌کند. جن دیگری در میان سیستانی‌ها است به نام جن کلوخ پران که به سمت قربانیان خود سنگ و کلوخ داغ پرتاب می‌کند ولی آن‌ها هرچه اطراف خود را نگاه می‌کنند کسی که سنگ پرتاب می‌کند را نمی‌بینند؛ و جن دیگری در میان سیستانی‌ها به نام «مردآزما» یا «مدروزما» وجود دارد که شب‌ها و در مسیر راه‌ها برای عابرین مزاحمت ایجاد می‌کند.
در یکی از داستان‌های اخیر گفته می‌شود که دو نفری که قوز بر پشت داشتند با جن دیدار می‌کنند. نفر اول به حمام می‌رود و می‌رقصد، در آن هنگام عروسی جن‌ها بوده، پس پاداش می‌گیرد و جن‌ها قوزش را برمی‌دارند. نفر اول این داستان را برای نفر دوم هم تعریف می‌کند و نفر دوم هم به همان مکان می‌رود و می‌رقصد، چون مراسم عزای جن‌ها بوده، جن‌ها قوزی بر بالای قوز او ایجاد می‌کنند. از آن در فرهنگ عامیانه فارسی زبانان به عنوان قوز بالای قوز یاد می‌شود. در مواردی در قصه‌های عامیانه از جن به عنوان یاری‌کننده یاد شده، مثلاً زمانی که گفته‌اند جن از مهارت خود در بافتن فرش استفاده می‌کند. یکی از این جن‌های یاری رساننده سیمرغ در داستان‌های عامیانه است (با افسانه سیمرغ در داستان‌های حماسی اشتباه نشود)، گفته می‌شود دسته‌ای از جن‌ها است.

### جن‌زدگی و کمک جن به انسان
برخی از مردم بر این باورند که اغلب آسیب‌های وارده از طرف جن به انسان، اختلالات عصبی، مخصوصاً صرع است که گفته می‌شود جن به داخل بدن فرد وارد شده. آنان معتقدند زمانی که جن در بدن فردی وارد می‌شود شخص حالت جسمی خاصی را در بدن خود تجربه می‌کند. به‌زعم آن‌ها، درمان کسانی که جن زده شده‌اند فقط با دعا امکان‌پذیر نیست بلکه بعضی اوقات وی را می‌بندند و وحشیانه وی را مورد ضرب و شتم قرار می‌دهند تا جن از بدن وی خارج شود. برای نوع خاصی از جنون که گفته می‌شد توسط جن ایجاد شده به دعانویس رجوع می‌کردند که ادعا می‌کرد داروهای خاصی که در کتابی که سلیمان نوشته برای درمان آن افراد وجود دارد، «جن به آن‌ها دقیقاً گفته که چگونه بیماری‌های ایجاد شده توسط آن‌ها را درمان کنند و چه چیزهایی را به عنوان دارو مصرف کنند.
گاهی پیش می‌آید جنی به فردی برای به دست آوردن ثروت یا قدرت کمک کند یا نیرویی برای رهایی از یک بیماری به او بدهد. یک مرد که این قدرت شفا را پیدا کرده بود توانست با ریختن بزاق خود بر روی بثورات پوستی آن‌ها را درمان کند. او این توانایی را از زنی از اجدادش که بچه جنی را با بستن حلقه آهنی به پایش تسخیر کرده بود به ارث برده بود. زمانی که مادر جن برای درخواست آزادی فرزندش التماس می‌کرد زن به او گفت که باید در قبال آزادی فرزندش چیزی به او بدهد. آن جن در دهان زن تف کرد و به او گفت که فرزندان تو تا هفت نسل توانایی درمان بثورات بوستی با مالیدن بزاق بر روی پوست بیمار را دارند.
عده‌ای بر این باورند که آسیب پذیرترین قربانیان جن‌ها زنان در بستر زایمان و نوزادانشان هستند. به همین دلیل مادر و نوزاد وی نباید در دو هفته اول زایمان تنها بمانند. زمانی که زنی بعد زایمان اولین بار به حمام می‌رود تهدید آسیب رساندن جن به‌طور قابل توجهی کاهش می‌یابد.

## حدیث شیعی
از جعفر صادق نقل شده است: «هر وقت و هر جا اسم خدا برده شود شيطان دور مى‌گردد، و اگر در موقع جماع اسم خدا برده نشود شيطان نيز آلت تناسلى خود را داخل مى‌كند، و در عين اينكه نطفه از يكى است عمل از هر دو خواهد بود.